# Alessandro Galli da Bibiena
Pour les articles homonymes, voir Famille Galli da Bibiena.
Alessandro Galli da Bibiena ou plus simplement Alessandro Bibiena (Parme, 15 octobre 1686 - Mannheim, 5 mai 1748) est un scénographe et un architecte de la célèbre famille des Bibiena.

## Biographie
Alessandro Galli da Bibiena a été architecte de la cour de Charles-Philippe à Mannheim, comme son père Ferdinando, son oncle Francesco, ses frères Antonio et Giuseppe et son neveu Carlo ont également travaillé en Allemagne, en Autriche et en Italie comme architectes et scénographes.
Il a entrepris la construction du château de Mannheim et de l'église des Jésuites de la ville. Après la mort du prince Charles-Philippe, il projette sous le règne du prince Charles-Théodore la construction du château de Schwetzingen en 1742. Il meurt toutefois avant l'achèvement des travaux. Il était souvent secondé par Franz Wilhelm Rabaliatti.